# Умка
Умка је приградско насеље у градској општини Чукарица у граду Београду. Према попису из 2022. насеље Умка има 4985 становника.

## Градски саобраћај
До насеља Умка дневним линијама гсп-а може се доћи:
- Линија 551 Београд на води — Сремчица[1]
- Линија 553 Београд на води — Руцка[2]

## Демографија
У насељу Умка живи 4229 пунолетних становника, а просечна старост становништва износи 40,2 година (38,9 код мушкараца и 41,4 код жена). У насељу има 1795 домаћинстава, а просечан број чланова по домаћинству је 2,95.
Ово насеље је великим делом насељено Србима (према попису из 2002. године).
|  |

| Демографија | Демографија | Демографија |
| Година      | Становника  | Становника  |
| ----------- | ----------- | ----------- |
| 1948.       | 2.058       |             |
| 1953.       | 2.368       |             |
| 1961.       | 3.731       |             |
| 1971.       | 5.393       |             |
| 1981.       | 5.618       |             |
| 1991.       | 5.005       | 4.847       |
| 2002.       | 5.292       | 5.449       |

| Етнички састав према попису из 2002.‍ | Етнички састав према попису из 2002.‍ | Етнички састав према попису из 2002.‍ | Етнички састав према попису из 2002.‍ | Етнички састав према попису из 2002.‍ |
| ------------------------------------ | ------------------------------------ | ------------------------------------ | ------------------------------------ | ------------------------------------ |
|                                      |                                      |                                      |                                      |                                      |
| Срби                                 | Срби                                 |                                      | 5.083                                | 96,05%                               |
| Југословени                          | Југословени                          |                                      | 42                                   | 0,79%                                |
| Црногорци                            | Црногорци                            |                                      | 26                                   | 0,49%                                |
| Хрвати                               | Хрвати                               |                                      | 13                                   | 0,24%                                |
| Македонци                            | Македонци                            |                                      | 13                                   | 0,24%                                |
| Бугари                               | Бугари                               |                                      | 4                                    | 0,07%                                |
| Муслимани                            | Муслимани                            |                                      | 3                                    | 0,05%                                |
| Мађари                               | Мађари                               |                                      | 3                                    | 0,05%                                |
| Словенци                             | Словенци                             |                                      | 2                                    | 0,03%                                |
| Словаци                              | Словаци                              |                                      | 2                                    | 0,03%                                |
| Руси                                 | Руси                                 |                                      | 2                                    | 0,03%                                |
| Чеси                                 | Чеси                                 |                                      | 1                                    | 0,01%                                |
| Украјинци                            | Украјинци                            |                                      | 1                                    | 0,01%                                |
| Румуни                               | Румуни                               |                                      | 1                                    | 0,01%                                |
| непознато(Роми)                      | непознато(Роми)                      |                                      | 25                                   | 0,47%                                |

| \| \| м \| \| \| ж \| \| ? \| 21 \| \| \| 16 \| \| 80+ \| 32 \| \| \| 59 \| \| 75—79 \| 52 \| \| \| 103 \| \| 70—74 \| 126 \| \| \| 144 \| \| 65—69 \| 171 \| \| \| 189 \| \| 60—64 \| 160 \| \| \| 209 \| \| 55—59 \| 111 \| \| \| 138 \| \| 50—54 \| 163 \| \| \| 171 \| \| 45—49 \| 213 \| \| \| 208 \| \| 40—44 \| 215 \| \| \| 193 \| \| 35—39 \| 183 \| \| \| 212 \| \| 30—34 \| 193 \| \| \| 176 \| \| 25—29 \| 153 \| \| \| 152 \| \| 20—24 \| 163 \| \| \| 150 \| \| 15—19 \| 183 \| \| \| 156 \| \| 10—14 \| 180 \| \| \| 186 \| \| 5—9 \| 151 \| \| \| 135 \| \| 0—4 \| 110 \| \| \| 115 \| \| Просек : \| 38,9 \| \| \| 41,4 \| |      |  |  |      |
| |      |  |  |      |
| | м    |  |  | ж    |
| ? | 21   |  |  | 16   |
| 80+ | 32   |  |  | 59   |
| 75—79 | 52   |  |  | 103  |
| 70—74 | 126  |  |  | 144  |
| 65—69 | 171  |  |  | 189  |
| 60—64 | 160  |  |  | 209  |
| 55—59 | 111  |  |  | 138  |
| 50—54 | 163  |  |  | 171  |
| 45—49 | 213  |  |  | 208  |
| 40—44 | 215  |  |  | 193  |
| 35—39 | 183  |  |  | 212  |
| 30—34 | 193  |  |  | 176  |
| 25—29 | 153  |  |  | 152  |
| 20—24 | 163  |  |  | 150  |
| 15—19 | 183  |  |  | 156  |
| 10—14 | 180  |  |  | 186  |
| 5—9 | 151  |  |  | 135  |
| 0—4 | 110  |  |  | 115  |
| Просек : | 38,9 |  |  | 41,4 |

| Година пописа     | 1948. | 1953. | 1961. | 1971. | 1981. | 1991. | 2002. |
| ----------------- | ----- | ----- | ----- | ----- | ----- | ----- | ----- |
| Број домаћинстава | 680   | 695   | 1.126 | 1.600 | 1.764 | 1.533 | 1.795 |

| Број чланова      | 1   | 2   | 3   | 4   | 5   | 6  | 7  | 8 | 9 | 10 и више | Просек |
| ----------------- | --- | --- | --- | --- | --- | -- | -- | - | - | --------- | ------ |
| Број домаћинстава | 358 | 440 | 350 | 380 | 159 | 77 | 22 | 8 | 1 | 0         | 2,95   |

| Пол    | Укупно | Неожењен/Неудата | Ожењен/Удата | Удовац/Удовица | Разведен/Разведена | Непознато |
| ------ | ------ | ---------------- | ------------ | -------------- | ------------------ | --------- |
| Мушки  | 2.139  | 636              | 1.304        | 102            | 93                 | 4         |
| Женски | 2.276  | 459              | 1.310        | 394            | 107                | 6         |
| УКУПНО | 4.415  | 1.095            | 2.614        | 496            | 200                | 10        |

| Пол    | Укупно                    | Пољопривреда, лов и шумарство | Рибарство                            | Вађење руде и камена | Прерађивачка индустрија       |
| ------ | ------------------------- | ----------------------------- | ------------------------------------ | -------------------- | ----------------------------- |
| Мушки  | 950                       | 18                            | 0                                    | 2                    | 332                           |
| Женски | 703                       | 7                             | 0                                    | 1                    | 149                           |
| Укупно | 1.653                     | 25                            | 0                                    | 3                    | 481                           |
|        |                           |                               |                                      |                      |                               |
| Пол    | Производња и снабдевање   | Грађевинарство                | Трговина                             | Хотели и ресторани   | Саобраћај, складиштење и везе |
| Мушки  | 34                        | 80                            | 171                                  | 21                   | 95                            |
| Женски | 9                         | 12                            | 150                                  | 16                   | 35                            |
| Укупно | 43                        | 92                            | 321                                  | 37                   | 130                           |
|        |                           |                               |                                      |                      |                               |
| Пол    | Финансијско посредовање   | Некретнине                    | Државна управа и одбрана             | Образовање           | Здравствени и социјални рад   |
| Мушки  | 2                         | 51                            | 34                                   | 20                   | 27                            |
| Женски | 20                        | 27                            | 33                                   | 81                   | 122                           |
| Укупно | 22                        | 78                            | 67                                   | 101                  | 149                           |
|        |                           |                               |                                      |                      |                               |
| Пол    | Остале услужне активности | Приватна домаћинства          | Екстериторијалне организације и тела | Непознато            | Непознато                     |
| Мушки  | 35                        | 2                             | 0                                    | 26                   | 26                            |
| Женски | 28                        | 6                             | 1                                    | 6                    | 6                             |
| Укупно | 63                        | 8                             | 1                                    | 32                   | 32                            |

## Култура и образовање
У насељу Умка налази се Основна школа „Доситеј Обрадовић”. Основана је 1886. године, садашњи назив по српском просветитељу и реформатору, Доситеју Обрадовићу носи од 1952. године. Осим тога овде постоји Школа за основно и средње образовање „Свети Сава”.
У Умци је, као огранак Библиотеке „Лаза Костић“ са Чукарице радила и библиотека „Димитрије Туцовић”,
Ондашња библиотека "Димитрије Туцовић", Умка, основана је 1952. године, добровољним прилозима грађана и ондашњих радних организација у књигама. Више пута је мењала место, јер није имала сталне просторије.
Од 1958. године  до априла 2007. године налазила се у пословном простору зграде (куће) у улици 13. октобра (бивша Пустеничка) бр. 30, која је некада припадала породици Војина Николића. Из те куће тј. просторије од 70м2 која се користила за обављање библиотечке делатности, Библиотека је морала да буде исељена на основу правоснажне одлуке II општинског суда у Београду од 2. фебруарa 2007. а поводом поступка денационализације имовине пок. Војина Николића.
До 1965. год. Библиотека је била самостална у својој делатности, са својим огранцима у Пећанима и у Руцкој, а од 1965. год. припојена је ондашњој општинској матичној библиотеци "Лазо Кочовић", Чукарица (од 1995. библиотека има назив „Лаза Костић“), у чијем је саставу тада била и Раковица све до 1975. године. Тада се  Раковица одвојила као општина, извршен је деобни биланс књижног фонда и део библиотечке мреже припао је раковичкој мрежи библиотека.
Oпшта интеграција општинских библиотека са Библиотеком града Београда извршена је 1989. године, тако да цео град Београд буде једна Библиотека, са централизованом набавком књига и другог библиотечког материјала.
Огранак је од 1. новембра 2004. био  привремено затворен за рад са чланством због опште неусловности за рад. Од тада, у непрекидној игри понављања, стрпљења, среће и мудрости, тражиле су се и проналазиле могућности за измештање библиотечког огранка на локацији насеља Умка, у складу са основним захтевима библиотечког стандарда који одређују радне услове и положај библиотеке у оквиру једног насеља.
То се окончало 1. априла 2021. Од тог датума је БГБ  у закупу просторије (куће) од 110 m2 која се користи за потребе огранка, на адреси Илије Бабића 11.
Библиотека је добила име "Борислав Радовић", Умка.
Предлог имена Библиотеци потекао је од Уроша Ристановића, песника са Умке. Он је   10. марта 2019. године на дан рођења песника Борислава Радовића покренуо  иницијативу  за поновно отварање библиотеке и њено преименовање у библиотеку ,,Борислав Радовић“. Синергијом даљих деловања остваривао се поступак повратка рада Библиотеке у насељу Умка.
На предлог (5.11.2021.) Владана Николића, начелника Одељења библиотека „Лаза Костић“, чланови Управног одбора БГБ, на LI седници УОБГБ, одлуком број 4558 од 1.12.2021. усвојили су предлог промене назива библиотечког огранка у Умци.
Борислав Радовић је живео на Умци. Преминуо је у Београду, 26. априла 2018. Његова супруга,  Буба Радовић  била је библиотекар, специјалиста за старе књиге.

## Градски превоз
Кроз насеље пролази више градских и приградских линија: 551, кроз Велику Моштаницу до Сремчице, 860 и 860Е, до Обреновца, 861А, до Обреновца преко Мале Моштанице, као и новоотворене линије: 553, која иде до насеља Руцка, на самом врху Умке, 860Б, до Барича и 860М, до Обреновца, кроз индустријску зону Барича.

## Историја
Указом Краља од 20. октобра 1921. године насеље је добило статус варошице.
Захваљујући лепој плажи, блиским шумама Липовица и Дубоко, и добрим саобраћајним везама, село Умка је 1930-тих постало излетиште Београђана, изграђено је неколико вила. Посавина а.д. је 1935. направила фабрику трикотаже и рукавица, основала је и истоимени фудбалски клуб 1928. Постојала је и фабрика кожа, трикотаже и рукавица "Шумадија А.Д." браће Албала.

## Галерија
- Црква светог Преображења господњег
- Панорама
- Локални пут кроз багремар
- Улица у центру места
- Парк у центру места
- Споменик палим борцима у парку
- Некадашња зграда библиотеке, која је затворена
- кеј у непосредној близини парка
- Поглед са пута Остружница - Умка